# Menhire im Derenburger Stadtforst
Die Entdeckung der Menhire im Derenburger Stadtforst durch den Bodendenkmalpfleger Dieter Oehrtmann erfolgte 1988 in Derenburg in Sachsen-Anhalt. 

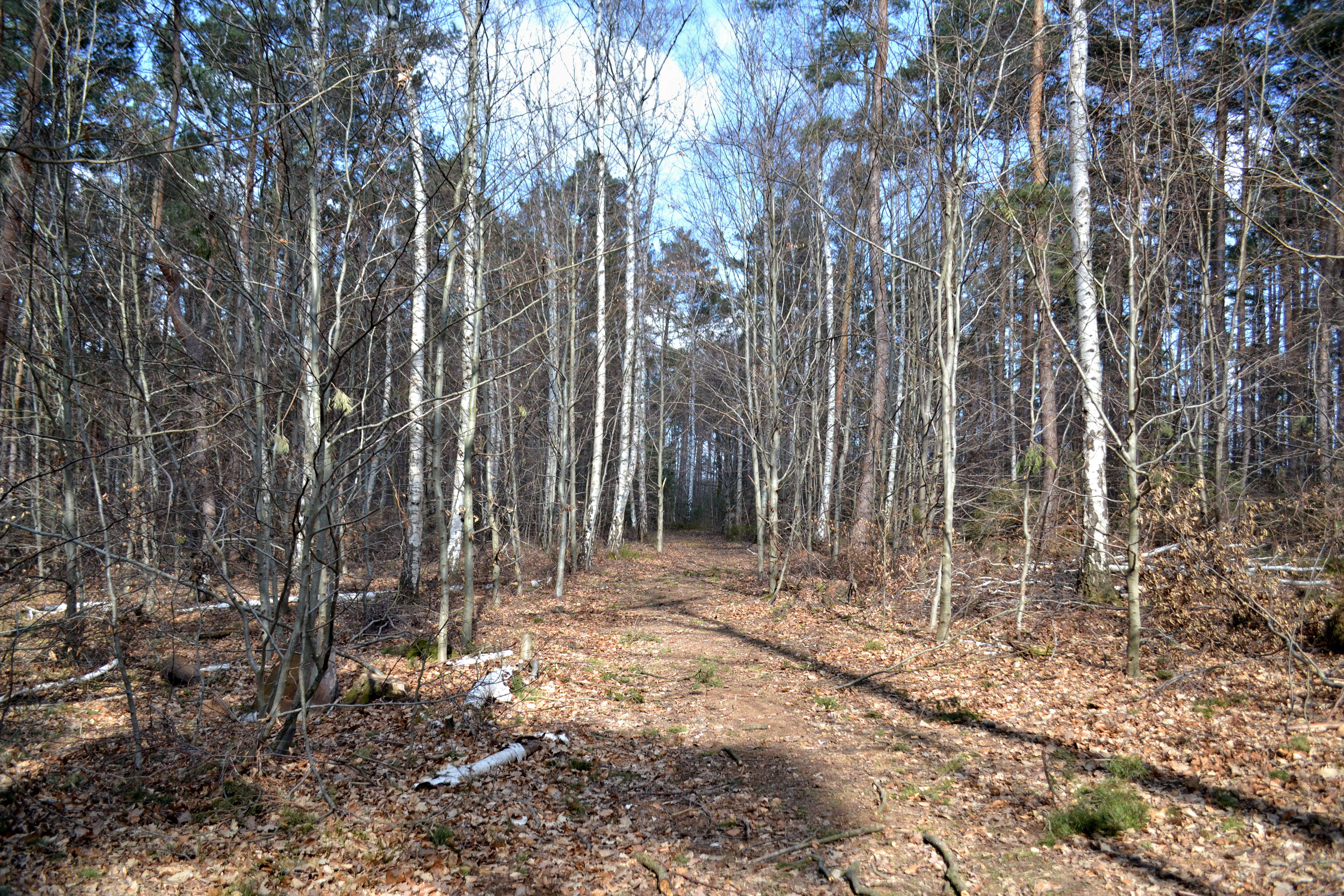
Menhire links und rechts des Weges in verschiedenen Größen auffindbar

An einem Hang, in einem Birkenwäldchen nördlich der Tyrsteine befinden sich auf einer Länge von etwa 96 Metern 16 Menhire mit Höhen zwischen 0,53 und 1,2 Metern. Links und rechts eines wenig befahrenen Wirtschaftsweges gelegen, sind sie für Wanderer gut erreichbar.
Eine vergleichbare Anlage liegt auf den Hirtenwiesen bei Darmstadt, wo einst 14 (heute sieben) Steine links und rechts des Ruthsenbaches liegen.
Bei Steinmalen dieser Art fällt in Ermangelung datierbarer Funde eine Deutung schwer. Eng benachbart liegen jedoch zwei prähistorische Siedlungen. Etwa 1,2 Kilometer westsüdwestlich eine Siedlung der Schnurkeramiker auf dem Heidekopf und zwei große Siedlungen der Walternienburg/Bernburger Gruppe der Trichterbecherkultur (TBK) auf dem Bocks- und Lieskenberg. Nach Überlieferungen der Chronisten sollen im 19. Jahrhundert unmittelbar südlich frühbronzezeitliche Hockergräber gefunden worden sein.

## Kontext
Auffallend ist, dass einige menhirartige Objekte mit Megalithanlagen in Verbindung standen oder Reste ausgegangener Megalithanlagen darstellen könnten: Gröna (Ortsteil von Bernburg (Saale) im Salzlandkreis in Sachsen-Anhalt); Gütz (Ortsteil von Landsberg) und Langeneichstädt (beide im Saalekreis); Wandersleben (Landkreis Gotha); Schankweiler im Eifelkreis Bitburg-Prüm in Rheinland-Pfalz; Degernau (Ortsteil von Wutöschingen, Landkreis Waldshut in Baden-Württemberg). 
Im Bereich der nordischen Megalitharchitektur sind Menhire nur vereinzelt anzutreffen. 
- Der Zugang der Rampenkiste im Hügel 6 von Halle-Heide wurde von drei menhirartigen Stelen flankiert.
- Neben der Schmalseite der eingesenkten Kammer von Lüge 1 im Altmarkkreis Salzwedel stand ursprünglich wohl eine große menhirartige Stele.
- In der Anlage von Klein Polzin 1 Landkreis Vorpommern-Greifswald scheint dagegen wie in Wandersleben eine kleine Stele innerhalb der Kammer gestanden zu haben.

Die Beispiele lassen sich unterteilen: 
1. Die menhirartigen Stelen in der Grabkammer. Hier könnte eine Deutung als Steinkult erwogen werden. Vergleichbare Objekte gibt es in Westeuropa und auf Korsika. 
2. Die menhirartigen Stelen befanden sich unmittelbar neben oder über der Grabkammer. Ebenfalls in Westeuropa (Menhir indicateur) und auf Korsika vertreten. Diese Objekte hält Hans-Jürgen Beier für Wächtersteine, Totem und/oder symbolische Ahnen.

## Galerie

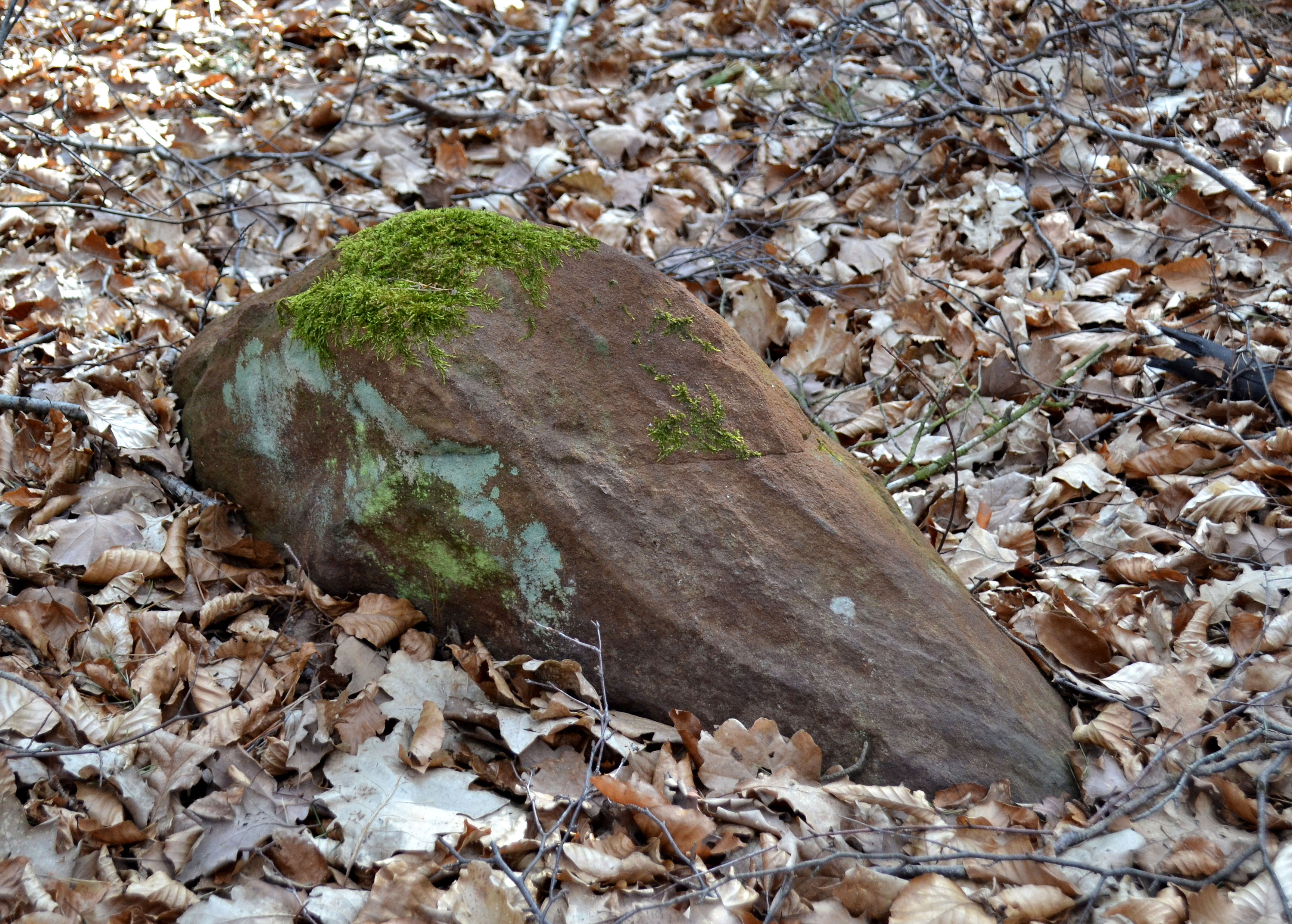
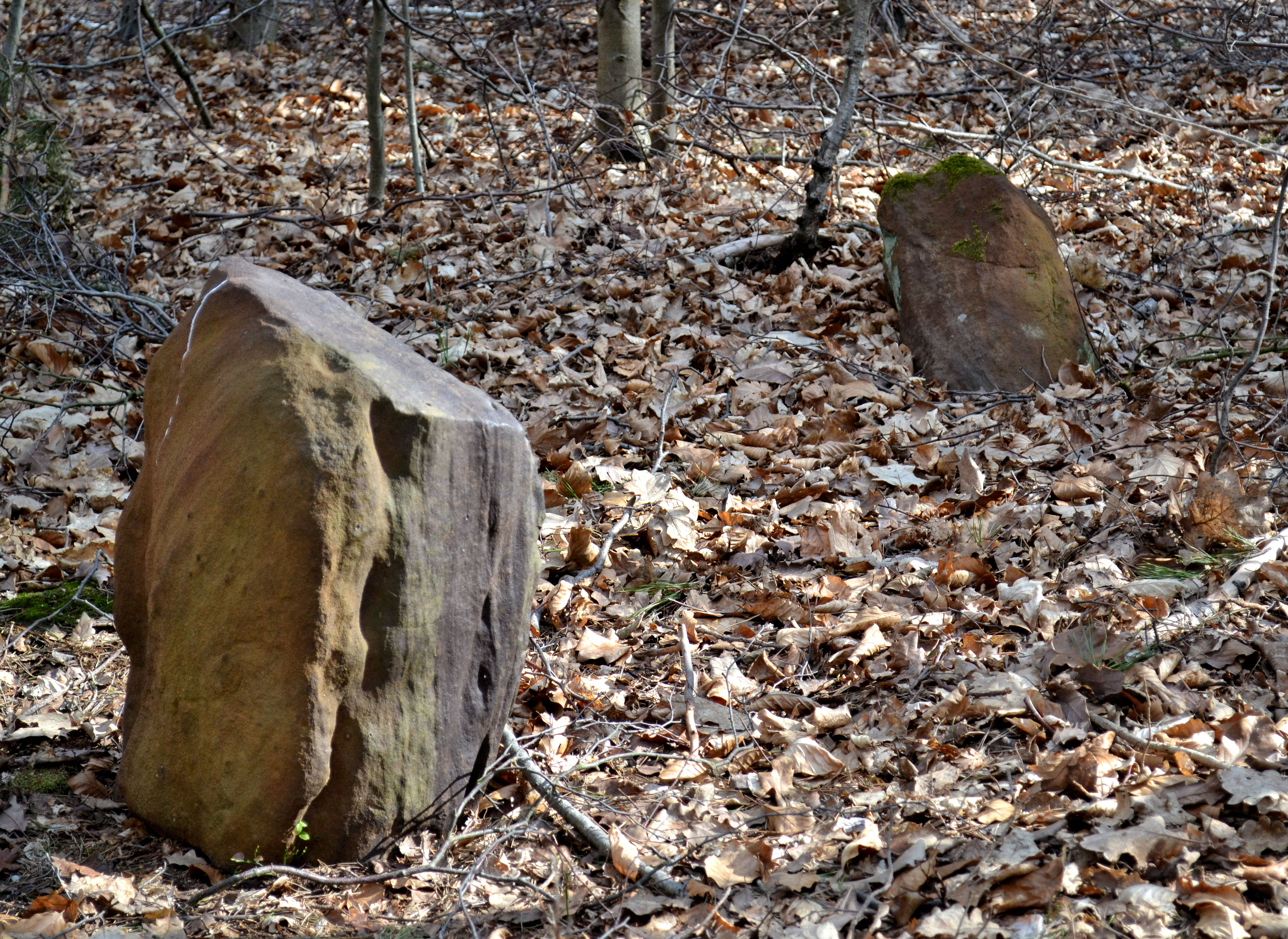
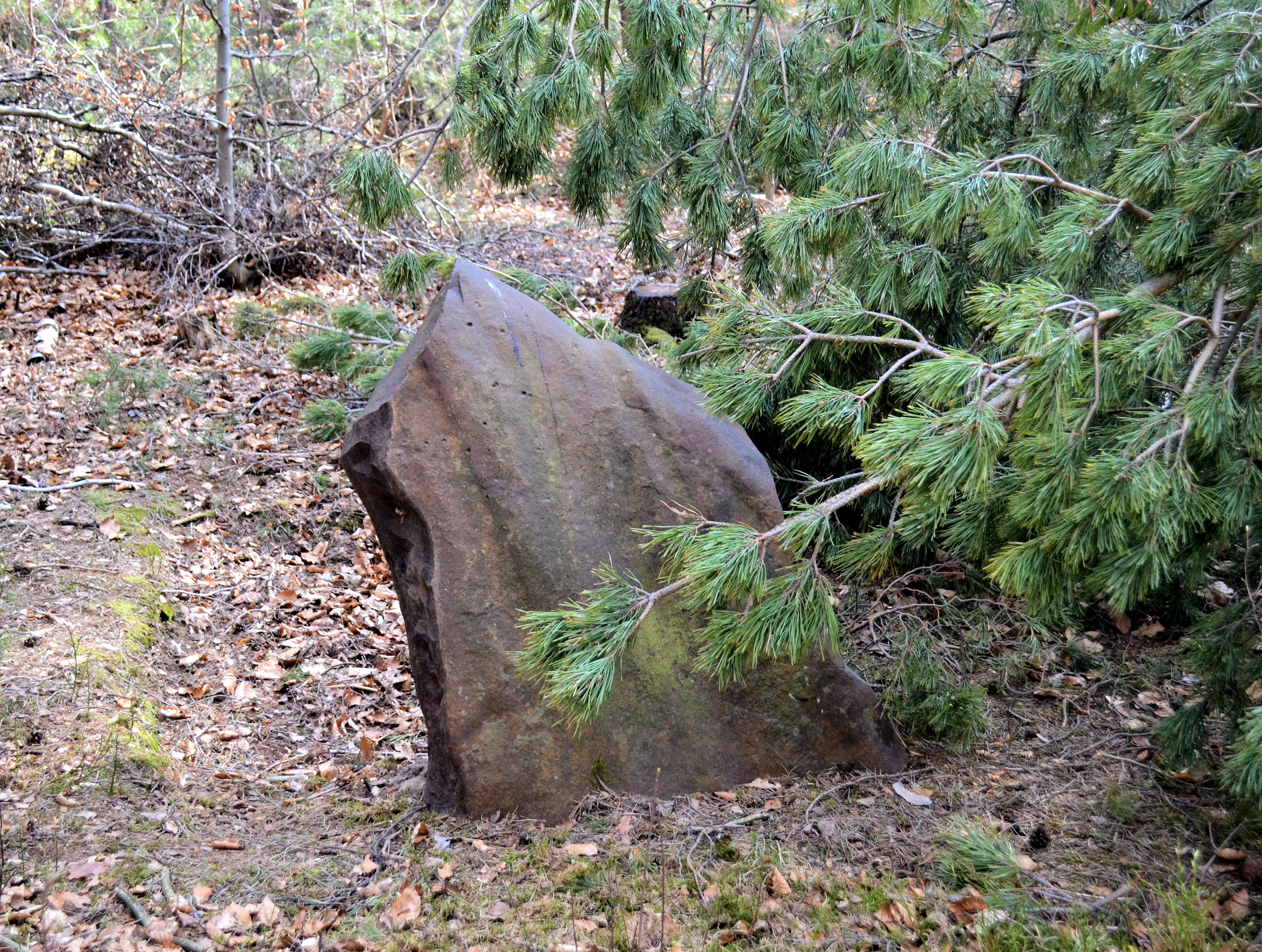
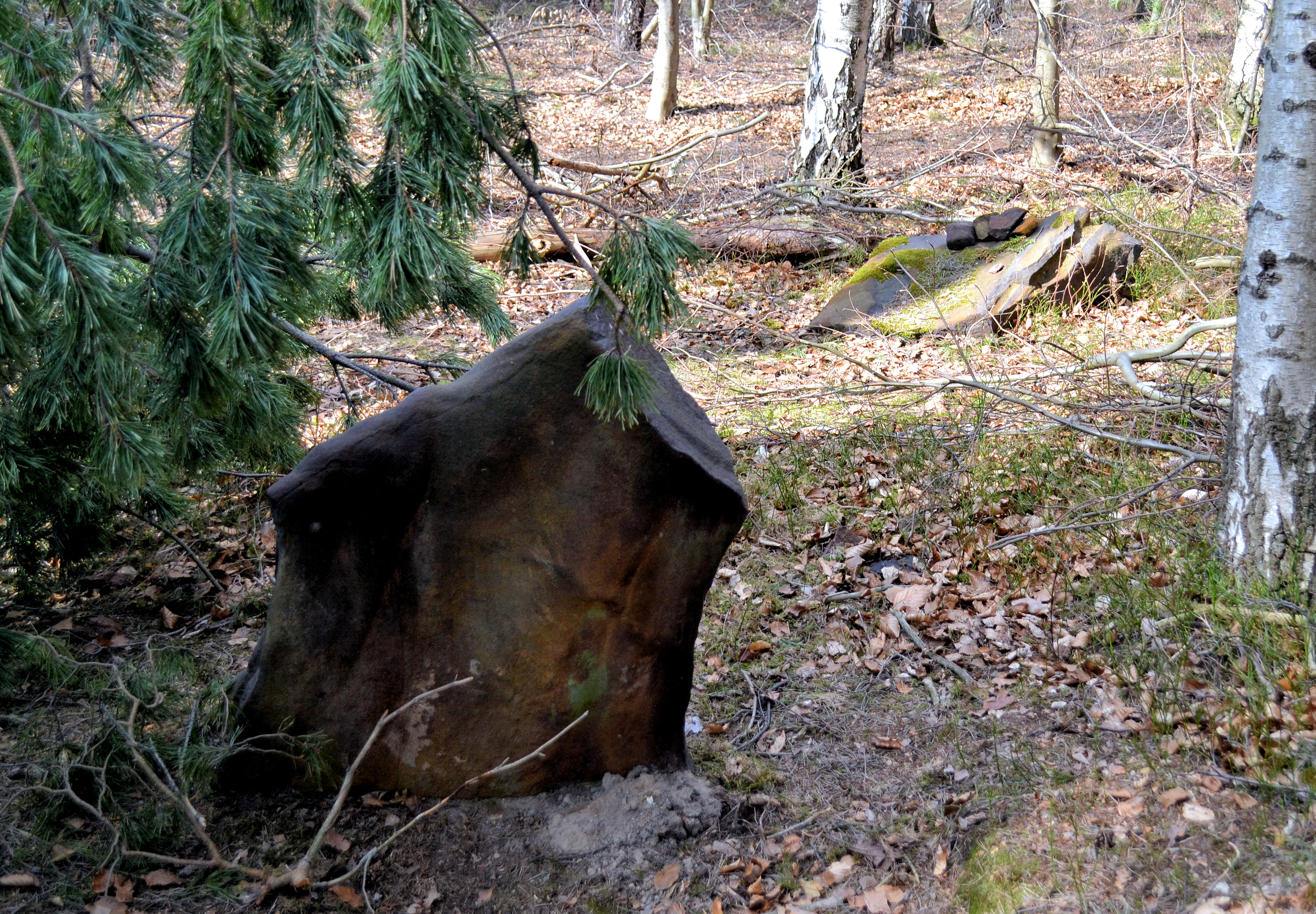
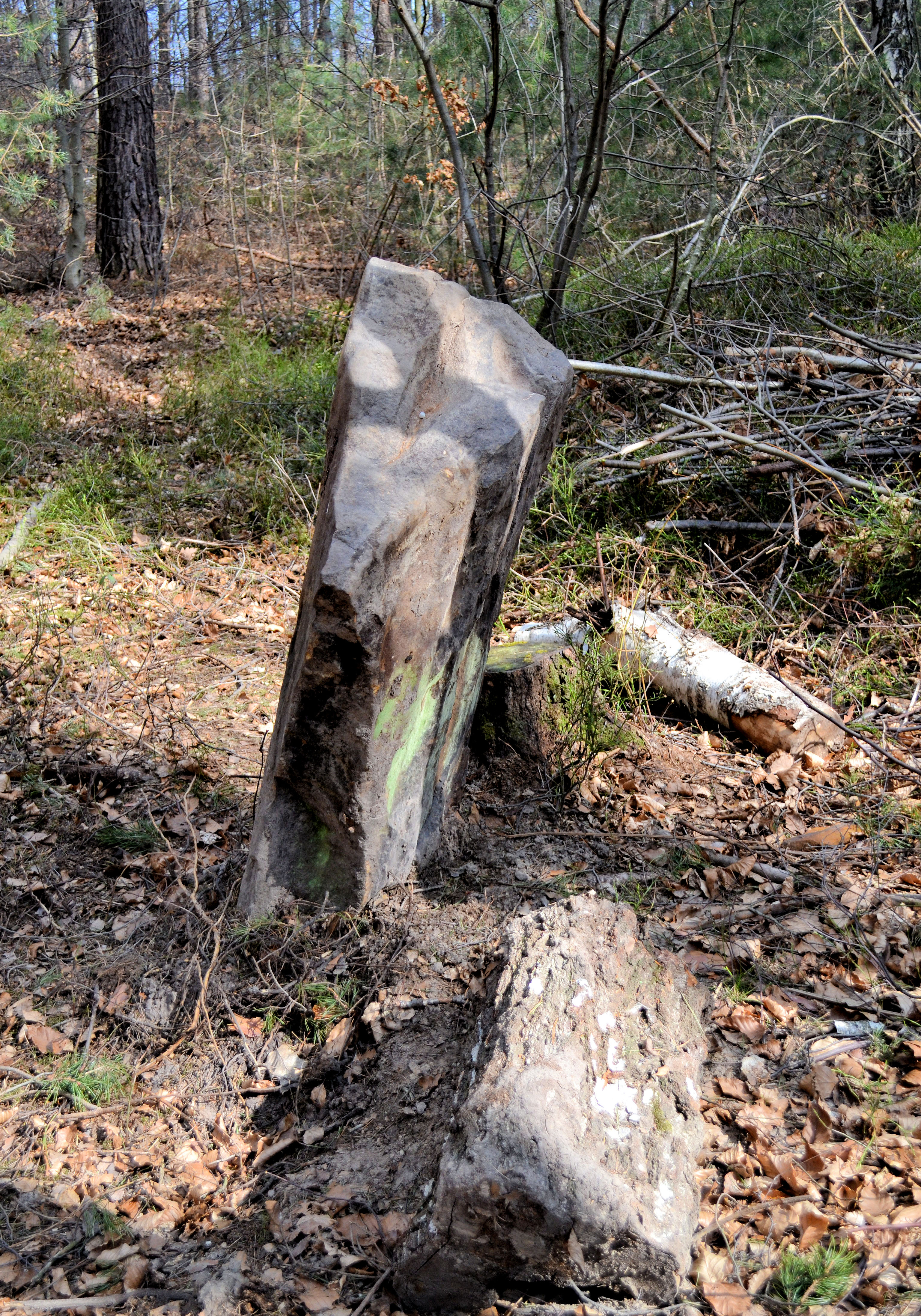
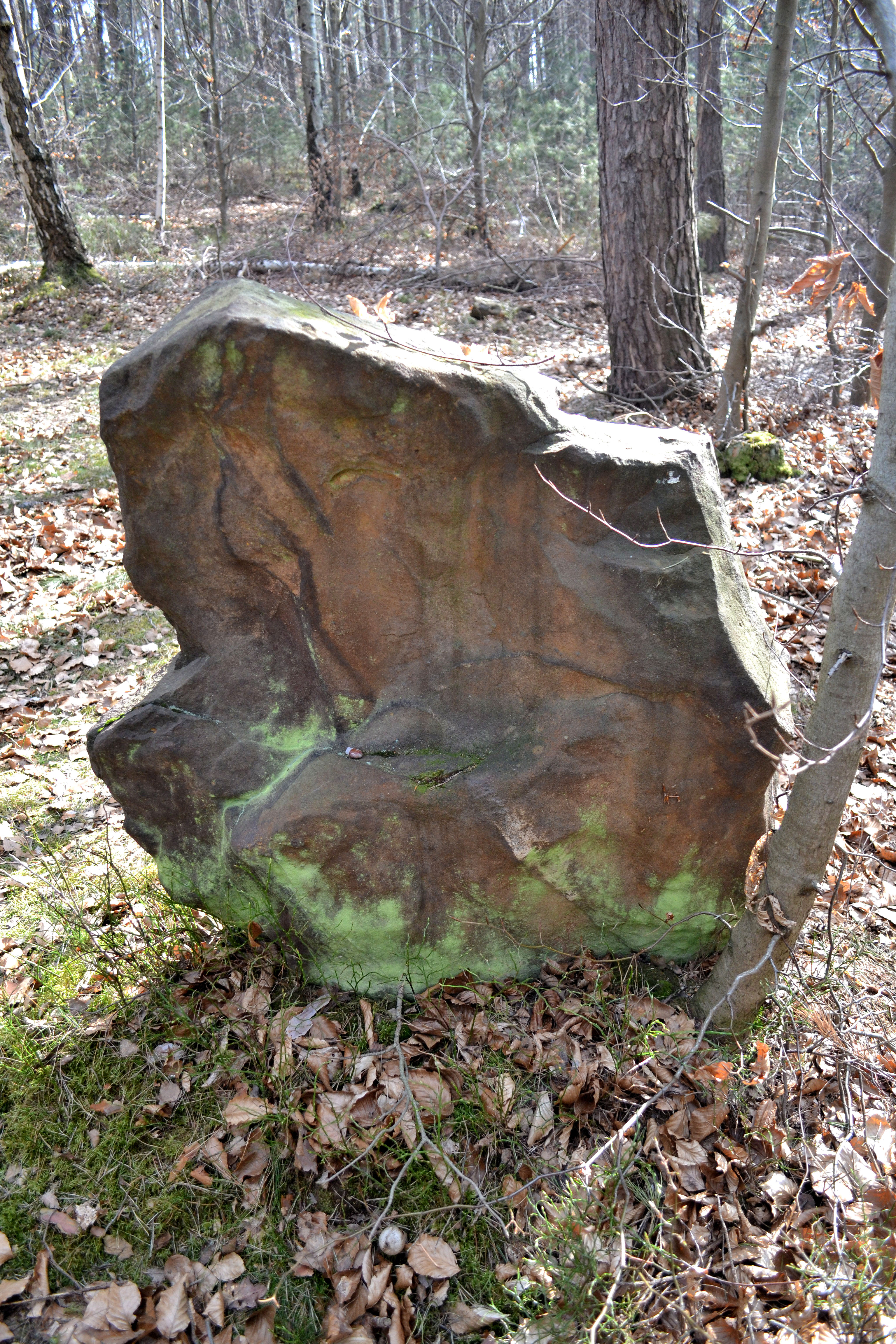
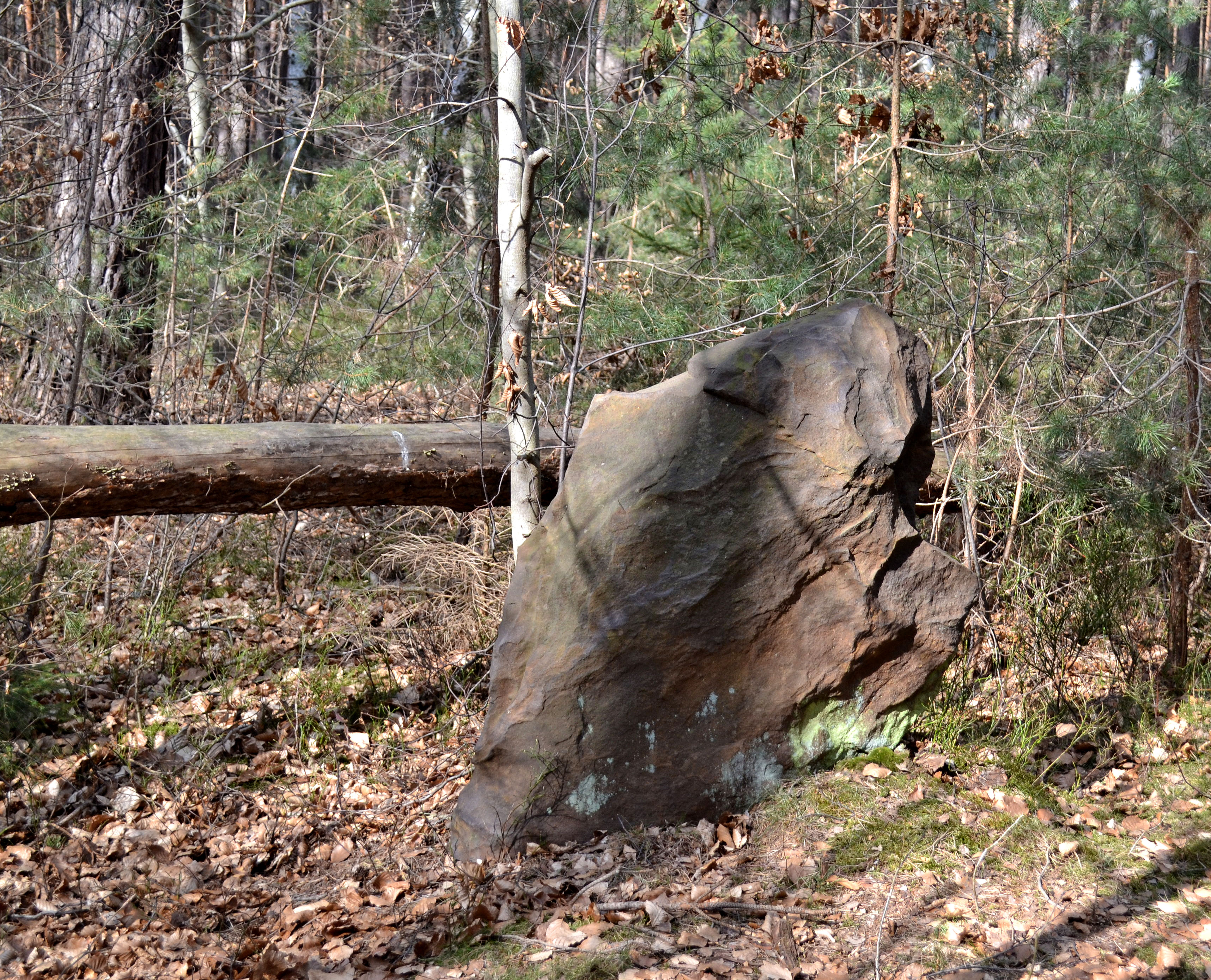
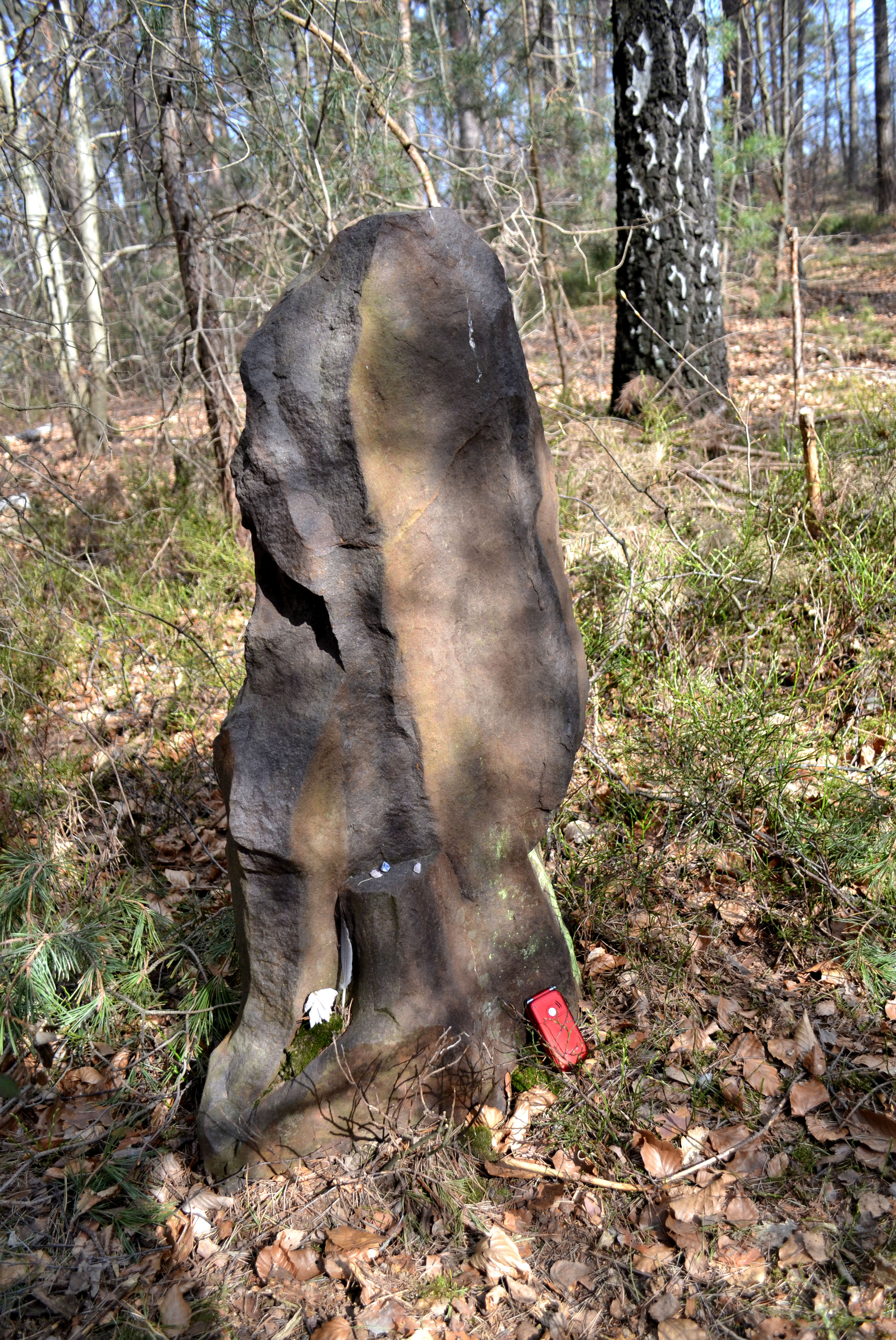